# NGC 7249
NGC 7249 is een lensvormig sterrenstelsel in het sterrenbeeld Kraanvogel. Het hemelobject werd op 4 oktober 1834 ontdekt door de Britse astronoom John Herschel.

## Synoniemen
- ESO 190-1
- PGC 68606